# S.A 스페셜 에이
S.A 스페셜 에이(S·A スペシャル·エー)는 하쿠센사의 잡지 격주간 만화지 '하나토유메'에서 '미나미 마키가 연재한 만화 'S·A' 및 그 만화를 바탕으로 2008년에 제작된 텔레비전 애니메이션이다. 이야기는 머리도 좋고 집안도 좋은 엘리트들만이 모이는 학교인 '사립 하쿠센관 학원 고교'에 다니는 여고생 '하나조노 히카리'를 중심으로, S·A반(극 중 학교는 성적 순으로 A~F반까지 반을 나누며, A반 중 1학년부터 3학년을 통틀어 가장 뛰어난 학생들만 모인 반이 S·A반이다.) 친구들이 벌이는 유쾌한 학원생활 및 사랑을 담고 있다. 원작인 만화는 이후 하쿠센사에서 따로 단행본이 발간되어 2004년부터 2009년까지 총 17권으로 완결이 났고, 국내에서도 서울문화사에서 정식 번역판이 발매되어 일본판과 같은 해인 2009년에 완결이 났다. 애니메이션은 원작의 내용을 가지고서, 2008년 4월부터 9월까지 방영되었고 총 24화로 완결되었다. 한국에선, 애니맥스를 통해 2008년 10월 첫 방영되었다. 그 후 애니플러스에서 자막판으로 방영했다.

## 등장 인물
(※인물에 대한 설명은 원작과 애니,그리고 인터넷에 나온 내용들을 바탕으로 저술되었다.)
하나조노 히카리
성우: 고토 유코/우정신
타키시마 케이
성우: 후쿠야마 쥰/최원형
토도 아키라
성우: 나바타메 히토미/이현주
카리노 타다시
성우: 시모노 히로/변현우
야마모토 메구미
성우: 타카가키 아야히/하미경
야마모토 쥰
성우: 요나가 츠바사/임주현
츠지 류
성우: 호리에 카즈마/곽윤상
사이가 야히로
성우: 타니야마 키쇼/박영재
타키시마 스이
성우: 시미즈 카오리/정혜옥
우시쿠보 사쿠라
성우: 쿠와타니 나츠코/정혜옥
카리노 스미레
성우: 타나카 아츠코
오이카와 유이
성우: 시타야 노리코/정혜옥
오가타 아오이
성우: 유사 코지
타키시마 사토루
성우: 오가타 메구미
카케이 하지메
성우: 후지타 요시노리/하성용